# Tayyip Sanuç
Tayyip Talha Sanuç (Karabük, 17 dicembre 1999) è un calciatore turco, difensore del Beşiktaş.

## Carriera

### Club
Cresciuto nel settore giovanile del Karabükspor, ha esordito in prima squadra il 20 settembre 2016 disputando l'incontro di Türkiye Kupası perso 5-3 contro l'Ofspor. Il 2 giugno 2017 invece debutta in campionato, nell'incontro in trasferta per vinto 2-3 contro l'Akhisar Belediyespor.

### Nazionale
Ha giocato nelle nazionali giovanili turche Under-18 ed Under-19.
Nel 2022 ha esordito nella nazionale maggiore turca.

## Statistiche

### Presenze e reti nei club
Statistiche aggiornate al 13 marzo 2022.
| Stagione               | Squadra                | Campionato             | Campionato | Campionato | Coppe nazionali | Coppe nazionali | Coppe nazionali | Coppe continentali | Coppe continentali | Coppe continentali | Altre coppe | Altre coppe | Altre coppe | Totale | Totale |
| Stagione               | Squadra                | Comp                   | Pres       | Reti       | Comp            | Pres            | Reti            | Comp               | Pres               | Reti               | Comp        | Pres        | Reti        | Pres   | Reti   |
| ---------------------- | ---------------------- | ---------------------- | ---------- | ---------- | --------------- | --------------- | --------------- | ------------------ | ------------------ | ------------------ | ----------- | ----------- | ----------- | ------ | ------ |
| 2016-2017              | Karabükspor            | SL                     | 1          | 0          | CT              | 1               | 0               |                    | -                  | -                  |             | -           | -           | 2      | 0      |
| 2017-2018              | Karabükspor            | SL                     | 11         | 0          | CT              | 3               | 0               |                    | -                  | -                  |             | -           | -           | 14     | 0      |
| Totale Karabükspor     | Totale Karabükspor     | Totale Karabükspor     | 12         | 0          |                 | 4               | 0               |                    | -                  | -                  |             | -           | -           | 16     | 0      |
| 2018-2019              | Adana Demirspor        | 1L                     | 14         | 0          | CT              | 4               | 0               |                    | -                  | -                  |             | -           | -           | 18     | 0      |
| 2019-2020              | Adana Demirspor        | 1L                     | 14         | 3          | CT              | 1               | 0               |                    | -                  | -                  |             | -           | -           | 15     | 3      |
| 2020-2021              | Adana Demirspor        | 1L                     | 29         | 3          | CT              | 2               | 0               |                    | -                  | -                  |             | -           | -           | 31     | 3      |
| 2021-2022              | Adana Demirspor        | SL                     | 17         | 0          | CT              | 3               | 0               |                    | -                  | -                  |             | -           | -           | 20     | 0      |
| Totale Adana Demirspor | Totale Adana Demirspor | Totale Adana Demirspor | 74         | 6          |                 | 10              | 0               |                    | -                  | -                  |             | -           | -           | 84     | 6      |
| Totale carriera        | Totale carriera        | Totale carriera        | 86         | 6          |                 | 14              | 0               |                    | -                  | -                  |             | -           | -           | 100    | 6      |

## Palmarès

### Club

#### Competizioni nazionali
- TFF 1. Lig: 1

Adana Demirspor: 2020-2021
- Coppa di Turchia: 1

Beşiktaş: 2023-2024
- Supercoppa di Turchia: 1

Beşiktaş: 2024